# Anna Biryukova
Pour les articles homonymes, voir Birioukova.
Anna Biryukova (en russe : Анна Бирюкова), née le 27 septembre 1967 à Sverdlovsk, aujourd'hui Iekaterinbourg, est une athlète russe spécialiste du triple saut, ancienne détentrice du record du monde.

## Biographie
Anna Biryukova est la première femme à réaliser un triple saut à plus de 15 mètres, avec 15,09 m lors de la finale des championnats du monde 1993. Lors de ces championnats, elle participe à l'épreuve de saut en longueur et termine septième de son groupe de qualification et ne se qualifie pas pour la finale.
En 1995, elle franchit une nouvelle fois les quinze mètres en finale des championnats du monde (15,08 m) mais elle doit se contenter de la troisième place derrière Iva Prandzheva (15,18 m) et Inessa Kravets (15,50 m) qui bat le record du monde.

### Palmarès
| Année | Compétition                    | Lieu              | Résultat | Marque       |
| ----- | ------------------------------ | ----------------- | -------- | ------------ |
| 1993  | Championnats du monde          | Stuttgart         | 1re      | 15,09 m (RM) |
| 1994  | Championnats d'Europe en salle | Paris             | 2e       | 14,72 m      |
| 1994  | Goodwill Games                 | Saint-Pétersbourg | 1re      | 14,57 m      |
| 1994  | Championnats d'Europe          | Helsinki          | 1re      | 14,89 m      |
| 1994  | Coupe du monde des nations     | Londres           | 1re      | 14,46 m      |
| 1995  | Championnats du monde          | Göteborg          | 3e       | 15,08 m      |
| 1995  | Finale du Grand Prix IAAF      | Monaco            | 1re      | 14,99 m      |

### Records
| Épreuve          | Épreuve      | Performance | Lieu      | Date            |
| ---------------- | ------------ | ----------- | --------- | --------------- |
| Saut en longueur | En plein air | 6,64 m      | Zurich    | 17 août 1994    |
| Triple saut      | En plein air | 15,09 m     | Stuttgart | 21 août 1993    |
| Triple saut      | En salle     | 14,75 m     | Moscou    | 14 février 1995 |